# Dc Talk
dc Talk (lub DC Talk albo dc talk) – amerykański zespół rockowy założony w późnych latach 80. w Lynchburg w Virginii. Istniał w latach 1989 – 2000.
Zaczynali jako grupa hip-hopowa, w połowie lat 90. stali się zespołem rockowym. Eksperymentowali jednak dalej z rapem a także elektroniką podczas swojej dalszej działalności.
Największą popularność dc Talk przyniósł album Jesus Freak który rozszedł się w dwóch milionach egzemplarzy.
Zespół jest zdobywcą 17 nagród Dove Awards, a także 4 nagród Grammy.
W 2000 roku, grupa uległa rozwiązaniu, a każdy z trzech jej członków poświęcił się karierze solowej, choć nadal można spotkać wszystkich trzech artystów razem podczas okazjonalnych koncertów oraz różnych wydarzeń.

## Skład zespołu
- Toby McKeehan
- Kevin Max
- Michael Tait

### Zespół instrumentalny
- Otto Price - (gitara basowa) (1992–2000)

- Brent Barcus - (gitara)
- Oran Thorton - (gitara)
- Barry Gaul - (gitara)
- Mark Townsend - (gitara)

- Will Denton - (perkusja)
- Rick May - (perkusja)

- Jason Halbert - (keyboard) (1992–1999)
- Dave Wyatt  - (keyboard) (1999–2000)

## Dyskografia

### Albumy
- 1989 - DC Talk
- 1990 - Nu Thang
- 1992 - Free at Last
- 1995 - Jesus Freak
- 1997 - Welcome to the Freak Show (live)
- 1998 - Supernatural

### Składanki
- 2000 - Intermission: the Greatest Hits
- 2001 - Solo: Special Edition
- 2006 - The Early Years
- 2006 - Jesus Freak: 10th Anniversary Special Edition
- 2007 - Greatest Hits